# Neocatolaccus
Neocatolaccus is een geslacht van vliesvleugeligen uit de familie Pteromalidae. De wetenschappelijke naam van dit geslacht is voor het eerst geldig gepubliceerd in 1904 door Ashmead.

## Soorten
Het geslacht Neocatolaccus omvat de volgende soorten:
- Neocatolaccus carinatus (Howard, 1897)
- Neocatolaccus cratylus (Walker, 1847)
- Neocatolaccus eryx (Walker, 1847)
- Neocatolaccus gahani (Costa Lima, 1938)
- Neocatolaccus livii Girault, 1917
- Neocatolaccus longiventris (Gahan, 1937)
- Neocatolaccus moneilemae Gahan, 1936
- Neocatolaccus montei (Costa Lima, 1938)
- Neocatolaccus ogloblini (Blanchard, 1950)
- Neocatolaccus proximus (Förster, 1841)
- Neocatolaccus subviridis Girault, 1913
- Neocatolaccus tylodermae (Ashmead, 1893)
- Neocatolaccus varicornis (Dodd, 1915)
- Neocatolaccus vignae Risbec, 1951